# Бианцано
Бианца̀но (на италиански: Bianzano; на ломбардски: Biansà, Бианса) е село и община в Северна Италия, провинция Бергамо, регион Ломбардия. Разположено е на 617 m надморска височина. Населението на общината е 624 души (към 2017 г.).